# Himantozoum clavulum
Himantozoum clavulum är en mossdjursart som beskrevs av Hayward 1981. Himantozoum clavulum ingår i släktet Himantozoum och familjen Bugulidae. Inga underarter finns listade i Catalogue of Life.